# Ondernemingsraad
Een ondernemingsraad (OR) is een inspraak- en medezeggenschapsorgaan binnen een bedrijf bestaande uit werknemers die namens het personeel overleg voeren met de werkgever over het ondernemingsbeleid en de personeelsbelangen.